# Lizières
Lizières é uma comuna francesa na região administrativa da Nova Aquitânia, no departamento de Creuse. Estende-se por uma área de 14,67 km². Em 2010 a comuna tinha 263 habitantes (densidade: 17,9 hab./km²).